# Phalanx (arte)
El grupo Phalanx (en español: La Falange) era una asociación de artistas formada en Múnich en 1901 que se oponían a la vieja usanza y puntos de vista conservadores en el arte. Los miembros fundadores fueron: Wassily Kandinsky, Rolf Niczky, Waldemar Hecker, y Wilhelm Hüsgen. Kandinsky fue elegido presidente de la asociación y también se convirtió en el director de «La Escuela de Pintura de la Falange». La asociación organizó doce exposiciones entre 1901 y 1904, aparte de sus miembros, contó con la participación y las obras de Claude Monet, Jugendstil (Art Nouveau), Simbolistas y Postimpresionistas: Paul Signac, Félix Vallotton y Henri de Toulouse-Lautrec.
La Falange era el lugar de encuentro de Kandinsky con Gabriele Münter, una estudiante de arte de la escuela. Ella se convirtió en su discípula, compañera íntima y crítica hasta que se separaron en 1914.
A pesar de la aceptación del grupo la disolución fue inevitable en la conservadora Múnich, se reportaban menos estudiantes, por lo que la exposición y la enseñanza en la Escuela tuvieron que ser cerradas, a pesar de los éxitos alcanzados en 1904. En 1909 por iniciativa de Marianne von Werefkin, Adolf Erbslöh, Alexei von Jawlensky y Oscar Wittenstein, decidieron fundar la Nueva Asociación de Artistas de Múnich (sigla en alemán: NKVM). Kandinsky fue su primer director, dejó el grupo en 1911 y para ese mismo año, con los mismos integrantes, fundaron Der Blaue Reiter, junto con Franz Marc para empezar.